# Vilhelm III av Akvitanien
Vilhelm III av Akvitanien, född 915, död 963, var regerande hertig av Akvitanien från 935 till 963. 